# Barbula pflanzii
Barbula pflanzii là một loài Rêu trong họ Pottiaceae. Loài này được (Broth.) Herzog mô tả khoa học đầu tiên năm 1916.